# Redha Malek
Redha Malek (em árabe: رضا مالك) (21 de dezembro de 1931 – 29 de julho de 2017) foi um político e diplomata argelino. Foi Primeiro-ministro da Argélia de 21 de agosto de 1993 a abril de 1994. Durante o exercício do cargo, que decorreu nos primeiros anos da Guerra Civil Argelina, seguiu uma linha dura anti-islamista e conseguiu negociar com êxito a anulação da dívida junto do Fundo Monetário Internacional, seguindo o plano de reformas do FMI.

## Biografia
Nascido em Batna foi editor do jornal da Frente de Libertação Nacional El Moudjahid entre 1957 e 1962, durante a Guerra da Independência da Argélia (1954–1962). Após 1963 foi enviado como embaixador argelino a vários países: Jugoslávia, França, União Soviética, Estados Unidos (1979–1982) e Reino Unido. Também foi ministro da informação e cultura (1977–1979) e ministro das relações externas (3 de fevereiro a 21 de agosto de 1993). Tornou-se líder de um pequeno partido, a Aliança Nacional Republicana (ANR), fundado em 5 de maio de 1995 pouco após uma eleição presidencial.
Morreu em 29 de julho de 2017, após doença prolongada.

## Obras
- L'Algerie a Evian: Histoire des négociations secretes, 1956-1962 (L'epreuve des faits); ISBN 2-02-023898-5